# Friedrich Weinbrenner
Friedrich Weinbrenner est un architecte et urbaniste allemand, né le 24 novembre 1766 à Karlsruhe, mort le 1er mars 1826 à Karlsruhe. Ce fut un chantre du classicisme et du palladianisme.

## Biographie

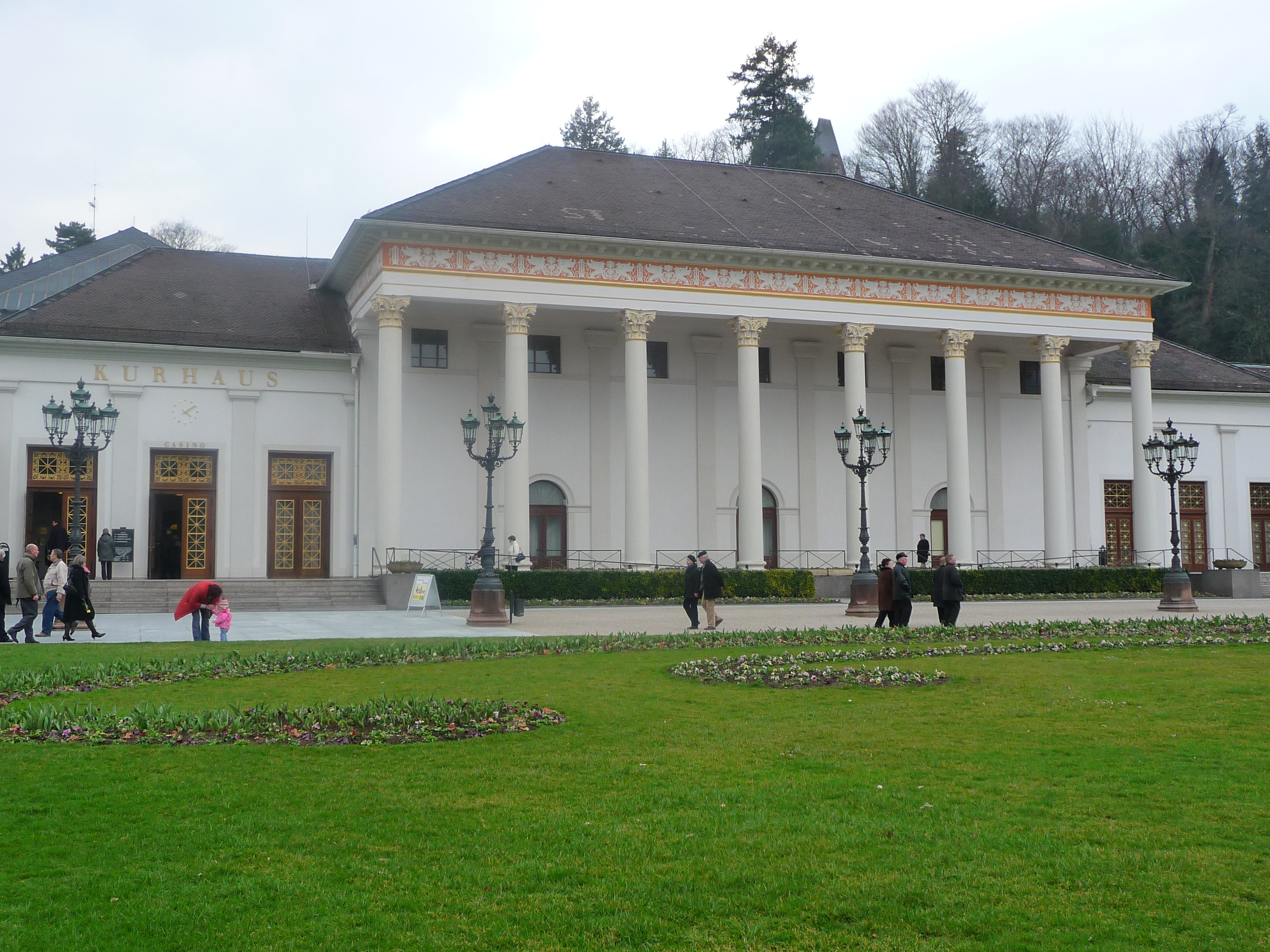

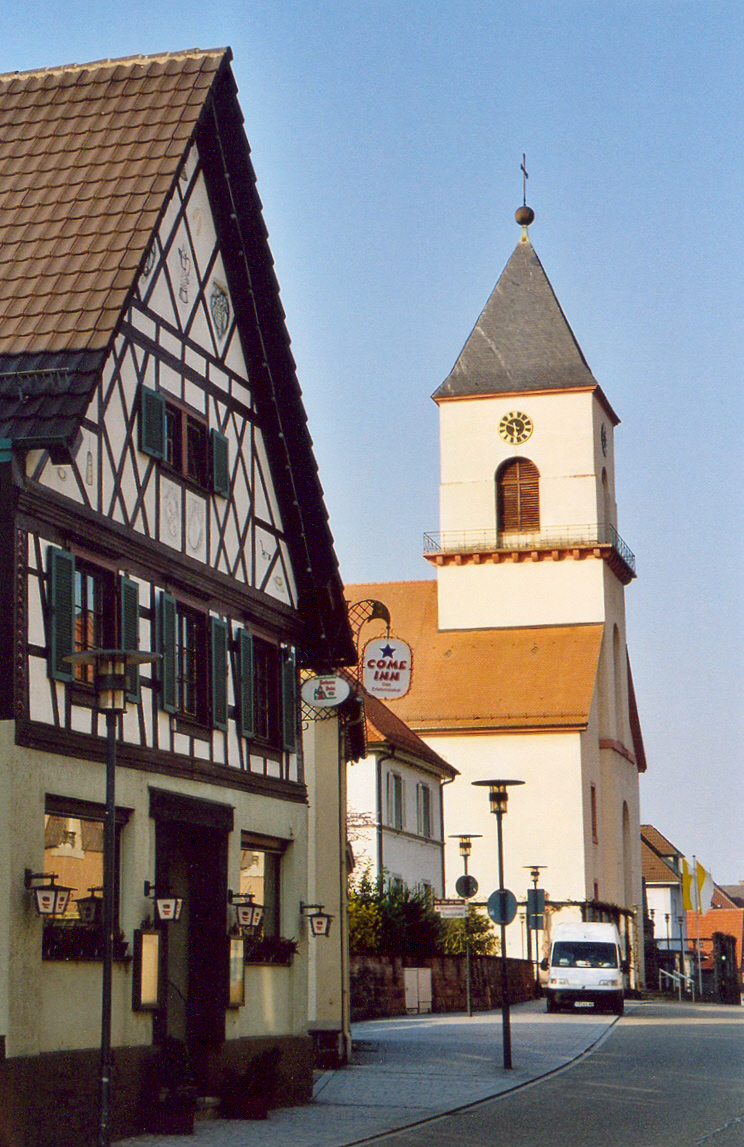

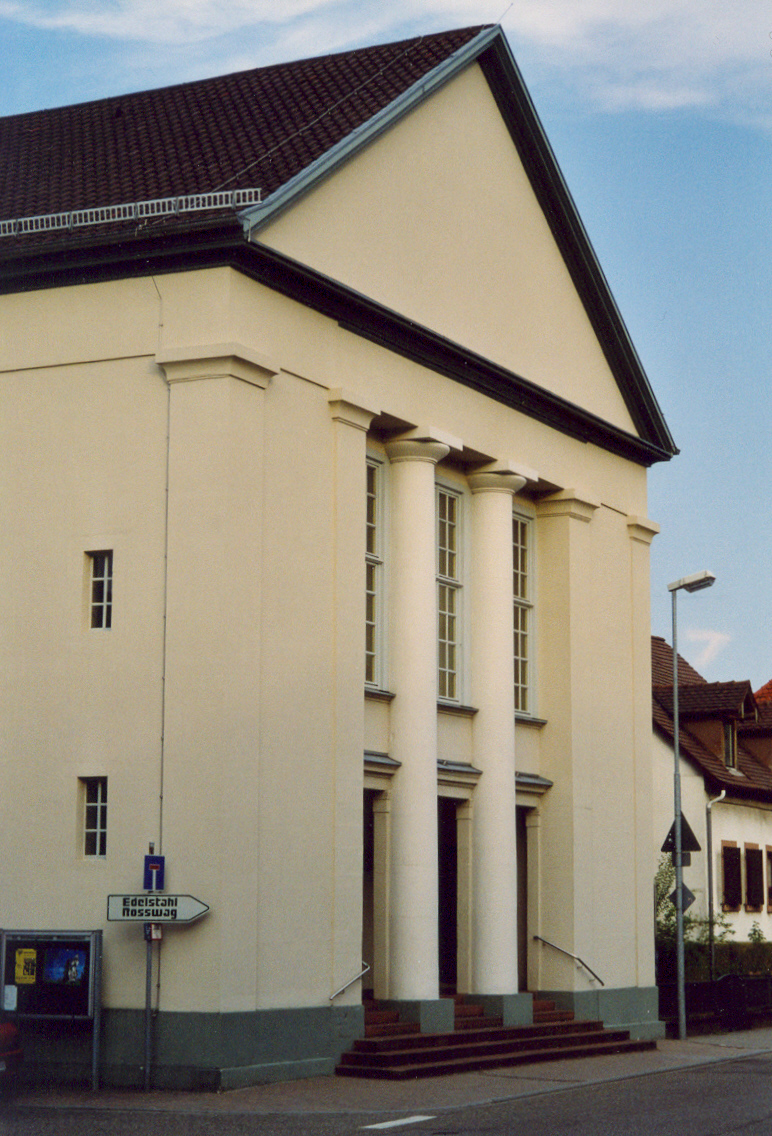

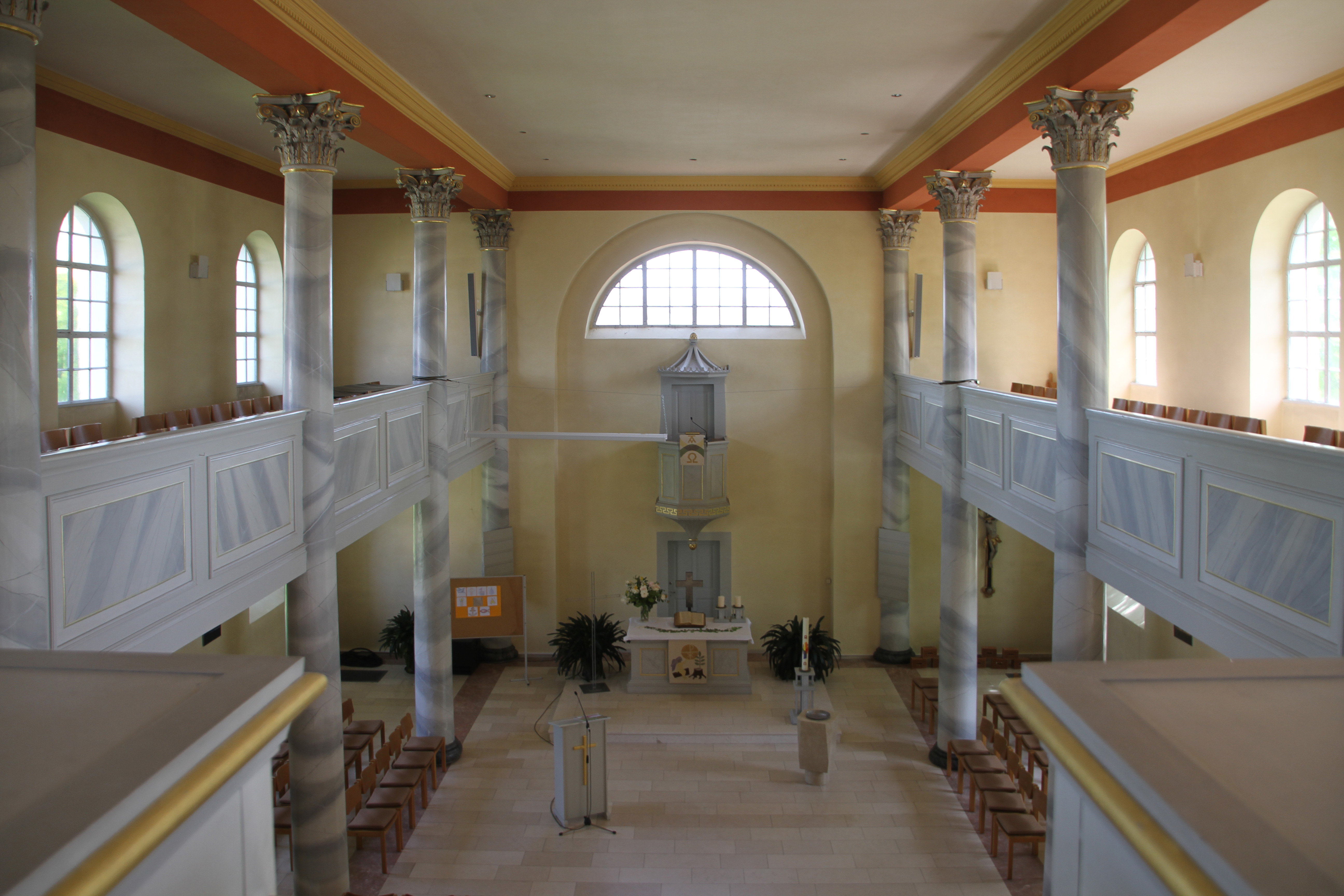
Église de Scherzheim

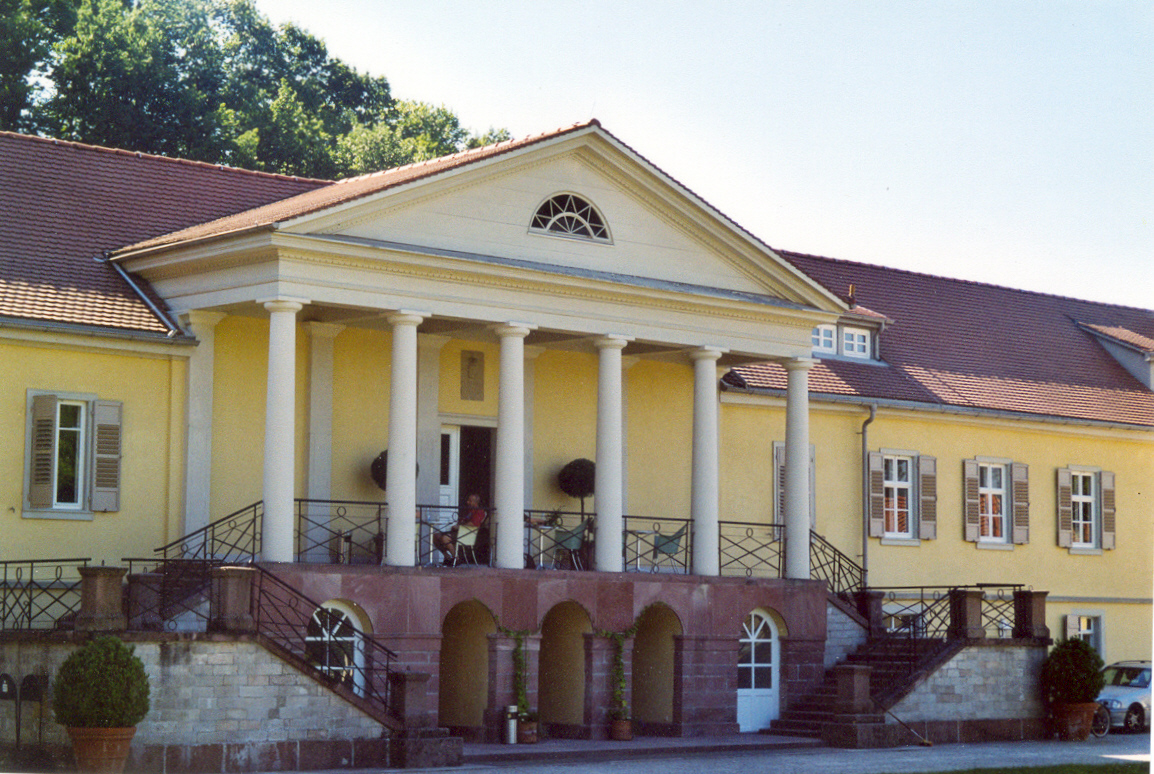
Château de Bad Rotenfels

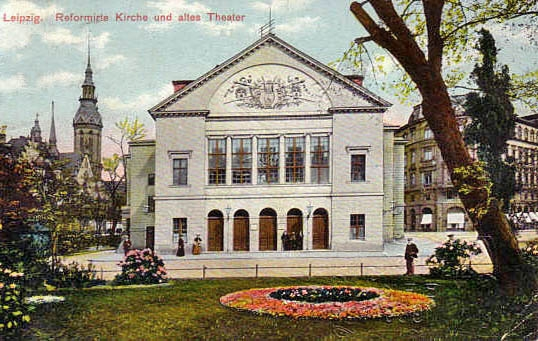
L'ancien théâtre de Leipzig.

Friedrich Weinbrenner est le fils du charpentier de la Cour Johann Ludwig Weinbrenner de Karlsruhe et le petit-fils du maître-charpentier des Hohenlohe, Johann Friedrich Weinbrenner. Il apprend son métier à partir de 1780 auprès de son père et en même temps fréquente le lycée de Karlsruhe (aujourd'hui lycée Bismarck (de)) et prend des cours techniques et artistiques et des cours de musique. En 1788, Weinbrenner est maître d'œuvre à Zurich et à Lausanne. En 1790, il se rend à Vienne, afin de poursuivre des études d'architecture et de poursuivre une formation autodidacte. En 1790-1791, il est à l'académie de Vienne, puis à l'académie de Dresde. En 1791-1792, il étudie à Berlin où il est passionné par l'art antique et le palladianisme. Il fait la connaissance des architectes Carl Gotthard Langhans (1732-1808), David Gilly (1748-1808) et Hans Christian Genelli (de) (1763-1823). À l'académie, il suit les cours de Karl Philipp Moritz (1756-1793) en esthétique et ceux de Friedrich Becherer (de) (1747-1823) en construction.
Il part pour son Grand Tour en Italie de 1792 à 1797 qui marque un tournant décisif dans sa passion pour l'antique. À Rome, il fait partie du cercle d'artistes de Carl Ludwig Fernow (1763-1808), qui plus tard lui dédie ses Römische Studien. Il fait des études archéologiques à Rome, Pompéi et Herculanum, voyage à Paestum et dessine des vues et des détails d'édifices antiques, ainsi que des vedute des paysages italiens. Il noue de nombreuses amitiés, par exemple avec Friedrich Bury (1763-1823), Asmus Carstens (1754-1798), Johann Erdmann Hummel (1769-1852), Jacob Philipp Hackert (1737-1807), Aloys Hirt (1759-1837), la célèbre peintre Angelika Kauffmann (1741-1807), Christoph Heinrich Kniep (1755-1825), Joseph Anton Koch (1768-1839), Heinrich Meyer (1760-1832), Johann Christian Reinhart (1761-1847), le fameux Bertel Thorvaldsen (1770-1844), Nikolaus Friedrich von Thouret (de) (1767-1845) ou encore Alexander Trippel (de) (1744-1793). Ses reconstructions à partir de sources antiques lui font un nom dans les milieux artistiques de Rome. Comme à Berlin, Weinbrenner a également travaillé sur des dessins à Rome pour l'expansion de sa ville natale, la nouvelle ville idéale de Karlsruhe.
Après son retour d'Italie, il travaille à Karlsruhe, ville nouvelle à l'époque, à Strasbourg et à Hanovre, où il dirige les bâtiments publics. Il se marie à Strasbourg le 29 juillet 1798 (11 thermidor, an VI) avec une jeune fille de vingt-trois ans, Margaretha Salomé Arnold (née le 28 septembre 1774 à Strasbourg), fille de l'architecte de la Ville de Strasbourg, Philipp Jacob Paul Arnold, et de Margaretha Salomé, née Zimmer. Il retourne à Karlsruhe à l'été 1800 où il fait rapidement carrière, car la ville est en pleine construction. Il est nommé en 1801 directeur des bâtiments publics du grand-duché de Bade et reçoit aussi des commandes privées. En 1800, il construit une école privée qui fait partie en 1825 de la nouvelle école polytechnique, ancêtre de l'institut de technologie de Karlsruhe et qui forme de nombreux architectes. Au fil des années le « style Weinbrenner » est de plus en plus apprécié et se répand en Allemagne grâce à la publication de ses dessins et de ses articles sur des thèmes d'architecture ou d'archéologie et même sur l'« origine des planètes et la formation de la Terre », ou encore la « transparence du verre ». Il est en contact étroit et fructueux avec son éditeur Johann Friedrich Cotta (1764-1832).
En outre, il mène une campagne efficace pour la préservation des monuments historiques. En 1802, il intervient avec succès contre la démolition de l'église de la ville de style gothique tardif d'Emmendingen et en 1808, de l'église abbatiale de Saint-Blaise. À l'occasion de la démolition prévue des tours de porte médiévales de Durlach, Kuppenheim et Baden-Baden, il rédige la première ordonnance allemande de protection des monuments pour le grand-duché de Bade en mars 1812, adoptée en avril suivant. Il conçoit certains des premiers projets de restauration tels qu'en 1803 celui de la reconstruction du château d'Eberstein à Gernsbach dans la vallée de Murg et la conversion de l'église gothique Saints-Pierre-et-Paul de Göttingen (de) en bibliothèque universitaire (réalisée de 1808 à 1812 par Justus Heinrich Müller (de)), en 1804 la sécurisation des ruines de l'abbaye de Tous-les-Saints près d'Oppenau dans la Forêt-Noire.
Son domaine d'activité en tant qu'architecte a donc toujours été fort diversifié. Il a pu faire ses preuves le plus largement dans les deux villes badoises de Karlsruhe et de Baden-Baden, où il a développé les principales caractéristiques de l'urbanisme, élargi le réseau routier et même participé à la conception des espaces verts et des cours d'eau. Là, il a conçu des bâtiments publics et privés, mais a également passé des commandes aux employés de son administration du bâtiment ou aux constructeurs locaux. Sur la base d'un plan de construction général soumis en 1797, Weinbrenner a travaillé à Karlsruhe pendant des décennies sur l'expansion de la ville. La place du Marché avec l'église protestante de la Cité (1807-1815) et l'hôtel de ville (de) (1821-1825) sur une via triumphalis (de) en axe nord-sud en est un exemple parfait de pur classicisme européen. Cette place est en partie reconstruite dans les années 1950 à cause des bombardements de la guerre. Il y a d'autres plans de développement et d'agrandissement ainsi que des maisons modèles pour la résidence du grand-duc de Bade; l'idée primitive d'une colonie ressemblant à une ville-jardin au sud de la porte d'Ettling (de) ne s'est pas concrétisée. Friedrich est enterré dans l'ancien cimetière de Karlsruhe (de).
Weinbrenner est tout aussi important pour Baden-Baden, où il a non seulement conçu le monument le plus connu de la ville, le Kurhaus, mais aussi de nombreux autres bâtiments publics et privés. De plus, il a développé le quartier des sources et des bains ainsi que d'importants nouvelles voies et liaisons routières, y compris la promenade, qu'il souhaitait faire comme un anneau autour de la vieille ville, et qu'il a réussi à faire sauf sur une courte distance en dessous du château.

## Œuvre
Friedrich Weinbrenner est l'auteur de nombreux bâtiments en Allemagne, notamment à Karlsruhe, Baden-Baden, Leipzig, Heidelberg, Kehl. Beaucoup de ces ouvrages ont été détruits durant la Seconde Guerre mondiale.
Friedrich Weinbrenner est l'auteur du cénotaphe du général Desaix (1802) qui se trouve aujourd'hui sur la place du Maréchal de Lattre de Tassigny à Strasbourg.

Karlsruhe
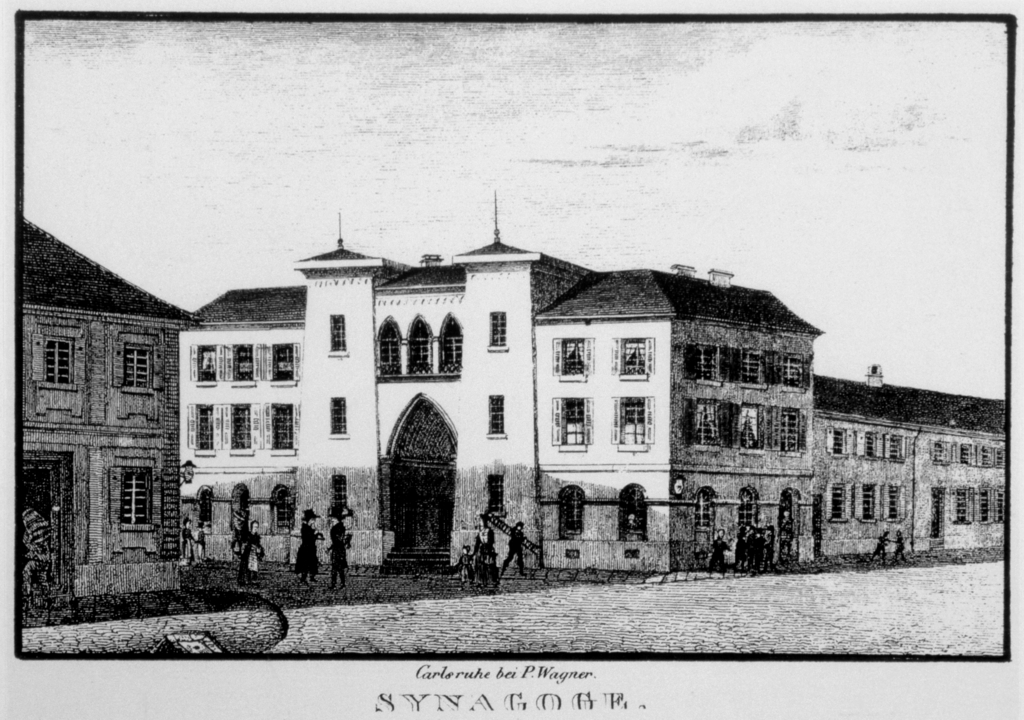
Synagogue, 1806
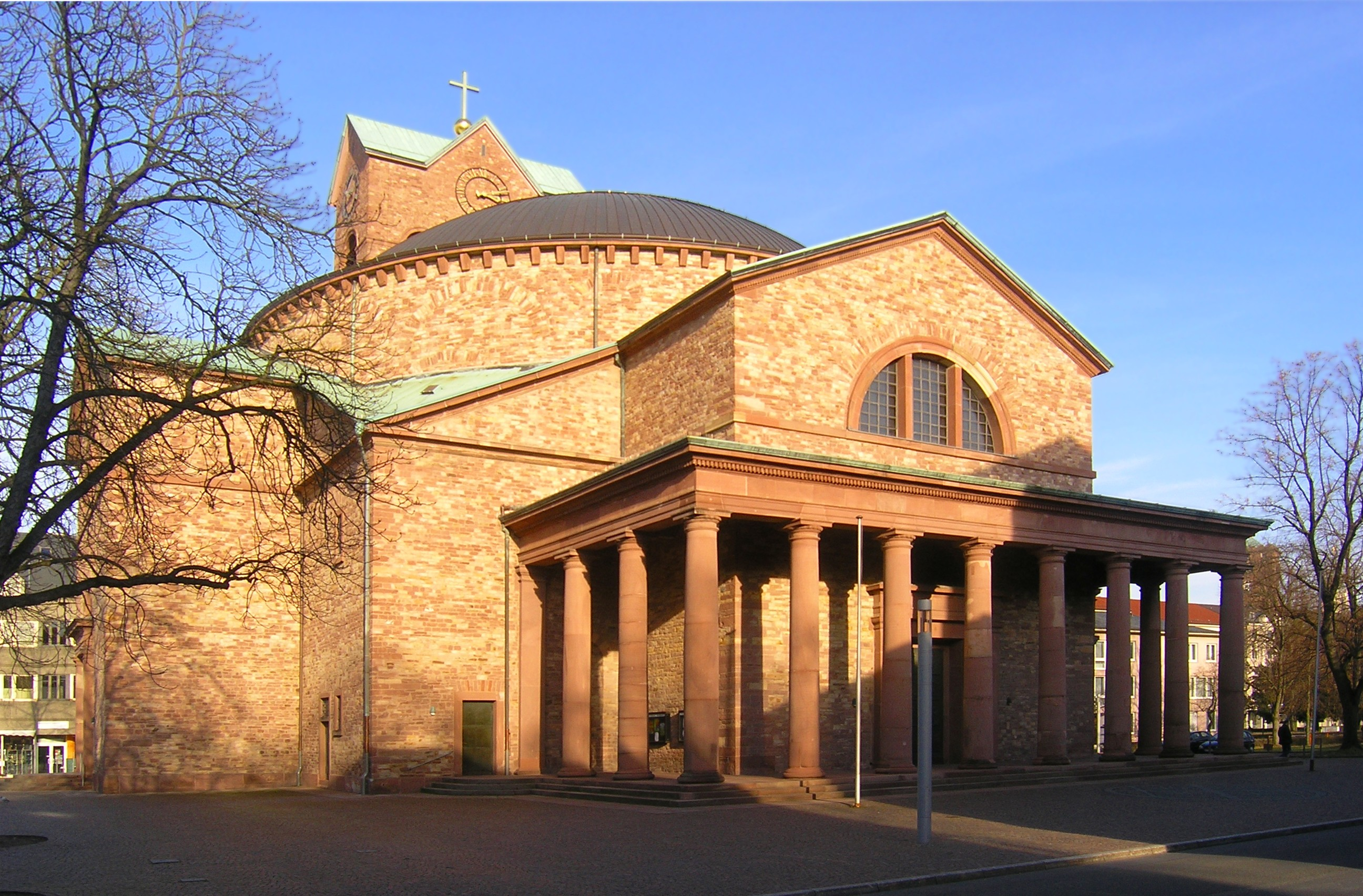
Église Saint-Étienne de Karlsruhe
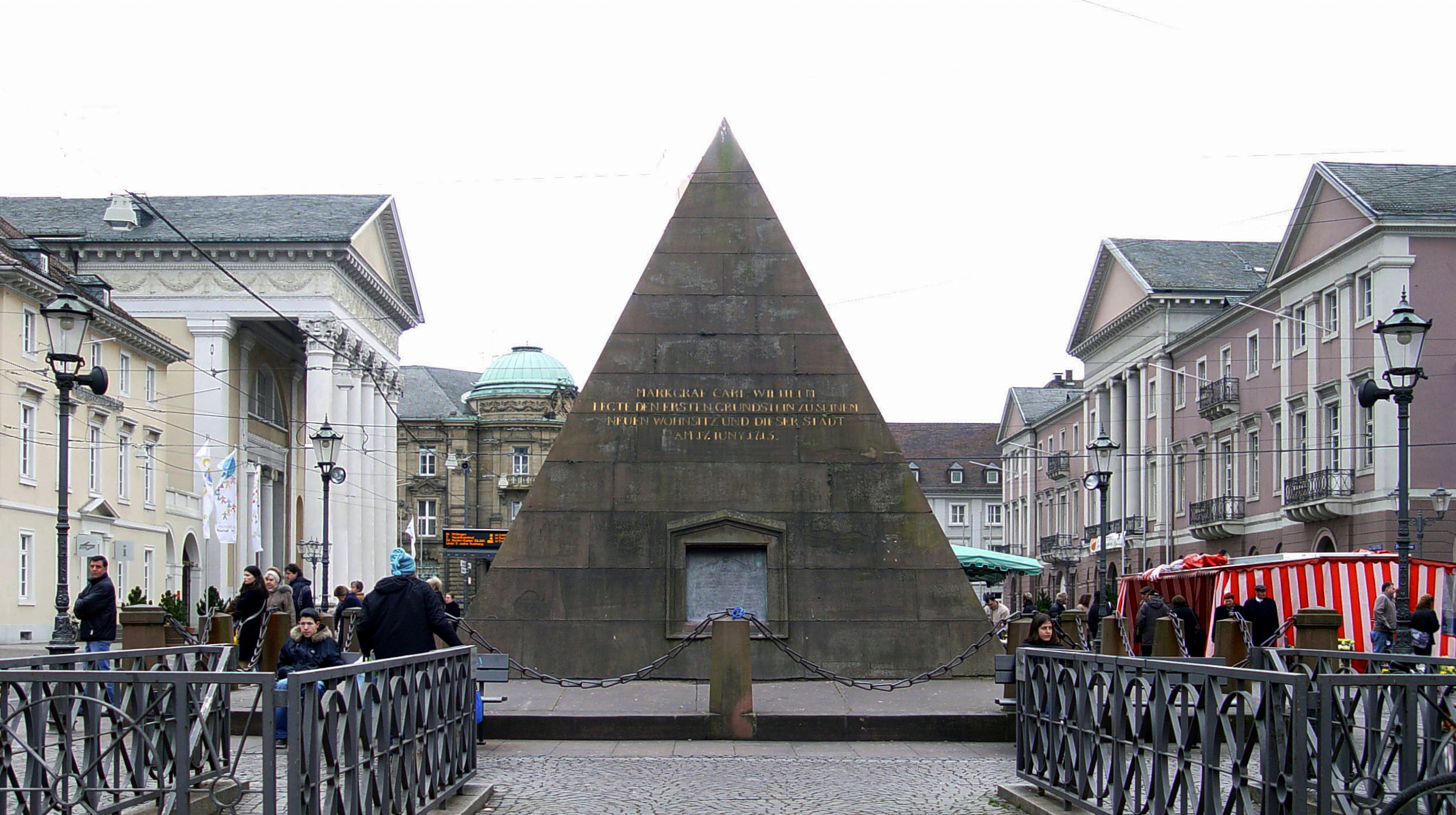
Église, pyramide, mairie
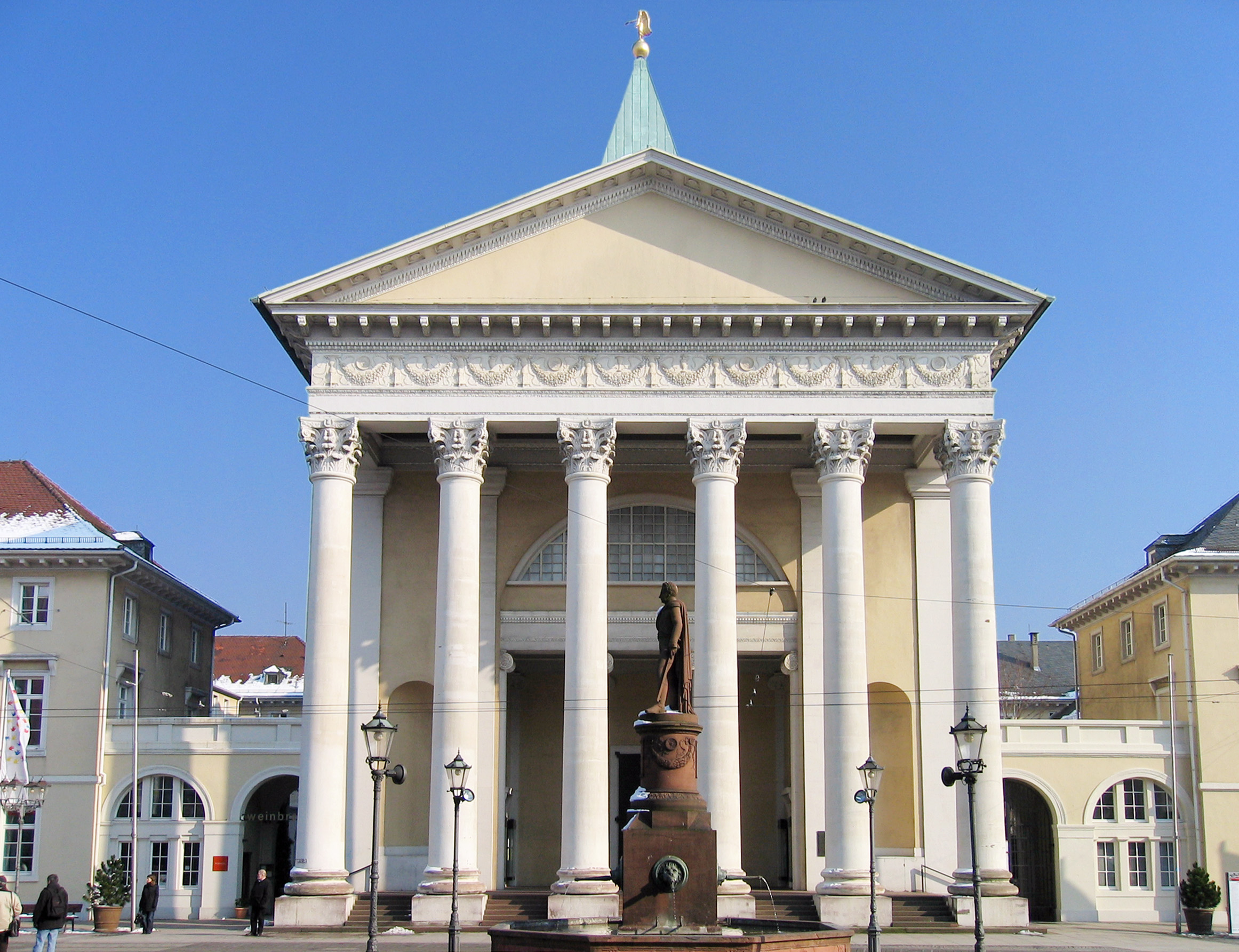
Église protestante de la ville de Karlsruhe (de), 1816
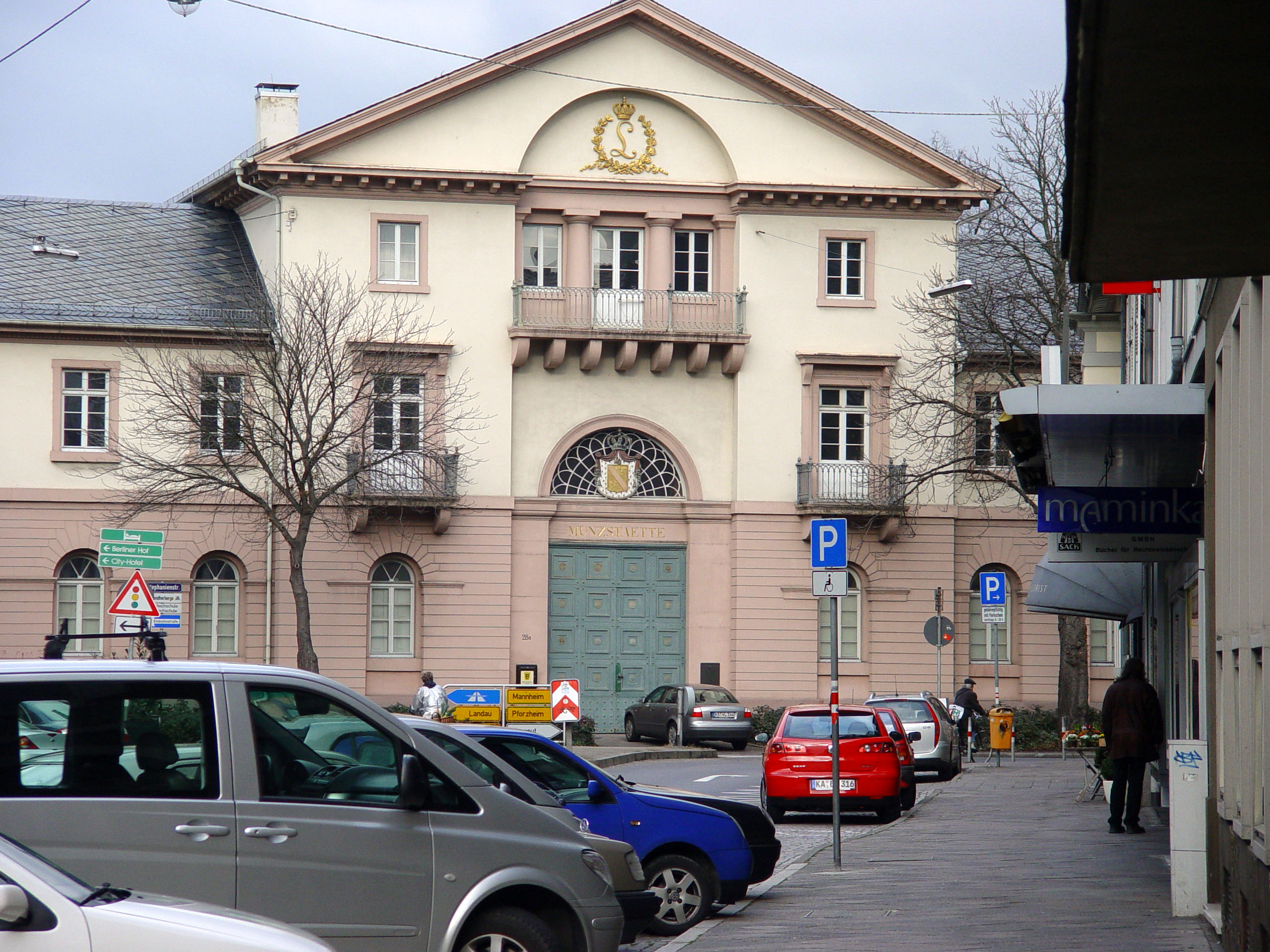
La Monnaie de Karlsruhe (de)

## Élèves
- Georg Moller (1784-1852), architecte et urbaniste allemand.